# Чаленко, Виктор Николаевич
Виктор Николаевич Чаленко (18 февраля 1926 — 10 февраля 1943) — юный герой-комсомолец, участник Великой Отечественной войны. Погиб в сражении 10 февраля 1943 года, при освобождении Новороссийска.

## Биография
Родился 18 февраля 1926 года в селе Шабельское Ейского района Северо-Кавказского края в семье Николая и Таисии Чаленко. После рождения младшего сына вся семья приняла решение и переехала в Ейск, поселились на улице Ивановской, 35 (сейчас улица Армавирская, д. 55). Отец - рыбак, во время Первой мировой войны воевал на фронте, был представлен к награде Георгиевским крестом. В Гражданскую войну партизанил, сильно подорвал своё здоровье. В 1939 году скончался. Виктор проходил обучение в городской школе, которая расположена на улице Пушкина города Ейска. Его мечта - окончить мореходное училище и стать капитаном Азовского и Чёрного моря. Любил писать стихи.
С началом Великой Отечественной войны старшие братья и сестра ушли на фронт. Вите пришлось оставить учёбу и трудоустроиться учеником токаря на завод «Запчасть», параллельно он записался в истребительный батальон. На заводе его приняли в комсомол. Ейск во время первых налётов защищала Азовская военная флотилия и 144-й отдельный батальон морской пехоты. С этими бойцами и начал водить дружбу Чаленко. Он помогал морякам, исполнял небольшие поручения, участвовал в сооружении оборонительных окопов. В батальоне его очень полюбили.
6 августа 1942 года защитники Отечества вступили в бои за оборону Ейска. Командир батальона не разрешил Виктору участвовать в сражениях. Но юноша не послушался и вместе с бойцами поднялся в атаку. Через несколько дней Ейск был оставлен, а батальон отступил. С солдатами ушёл и Чаленко. Подросток стал юнгой, разведчиком 144-го батальона 83-й бригады морской пехоты Черноморского флота. Он участвовал в боях за Темрюк, станицу Анастасиевскую, посёлки Абрау-Дюрсо и Южную Озерейку, город Новороссийск.
Летом 1942 года у станицы Шапсугской, Виктор проявил мужество и отважно повёл себя в бою с немцами. Спустившись за питьевой водой к реке, его обнаружил немецкий патруль. Завязалась перестрелка, в результате которой Витя притворился убитым. Немецкие солдаты подошли слишком близко к Виктору, когда тот открыл по ним автоматный огонь. Раненый немец был взят в плен, где сообщил ценную информацию. Виктор Чаленко был представлен к награде орденом Красной Звезды.
7 октября 1942 года Чаленко гранатами закидал и ликвидировал гитлеровский пулемёт, не дававший роте выйти на нужный рубеж.
8 октября 1942 года подросток вплотную подполз к вражеским окопам и забросал гранатами пятерых фашистов.
В феврале 1943 года в составе морского десанта под командованием майора Цезаря Куникова батальон высадился на Малую землю. В посёлке Мысхако десант был обстрелян из вражеского дзота. Увидев это, Чаленко подготовил гранаты. По-пластунски пополз к дзоту и забросал пулемёт гранатами. Автоматной очередью скосил бросившихся на него троих фашистов. Морские пехотинцы поднялись в атаку. В этот момент пуля оборвала жизнь юного героя. Освобождая Новороссийск, погиб Виктор Чаленко. Посмертно был награждён орденом Красного Знамени.
Писатель, ветеран 83-й бригады морской пехоты Г. В. Соколов писал: "Бывший замполит морской бригады Федор Васильевич Монастырский, ныне полковник в отставке, написавший книгу воспоминаний «Земля, омытая кровью», показал нам у поселка совхоза место, где совершил подвиг воспитанник бригады юнга Витя Чаленко."
Похоронен в братской могиле в городе Новороссийске.

## Память
- Мемориальная доска установлена на стене дома в Ейске, где проживал Витя.
- На мемориальной плите памятника погибшим в Великой Отечественной войны в Ейске золотыми буквами высечено имя Вити Чаленко.
- В Новороссийске школа № 19 носит имя отважного юнги.
- В Новороссийске и в посёлке Широчанка имеются улицы, названные именем Чаленко.
- Теплоход-сухогруз «Витя Чаленко» был назван в память о Герое[6].
- Ейский поэт Е.А. Котенко посвятил памяти юнги поэму «Витя Чаленко», а Н. Дмитриев - стихотворение «Бессмертие».
- Существовала и песня о Вите Чаленко, автор неизвестен.
- Документальный кинофильм «Комсомольцы» и «Виктор Чаленко. Никита Уличный. (Четверть века спустя)» был снят о подвиге юнги.
- В 2017 году имя Вити Чаленко было названо в числе лауреатов общественно-государственного проекта «Поисково-просветительская экспедиция "Имя Кубани"» в номинации «Молодое имя Кубани» от городов Ейска и Новороссийска.